# Ryszard Ćwikła

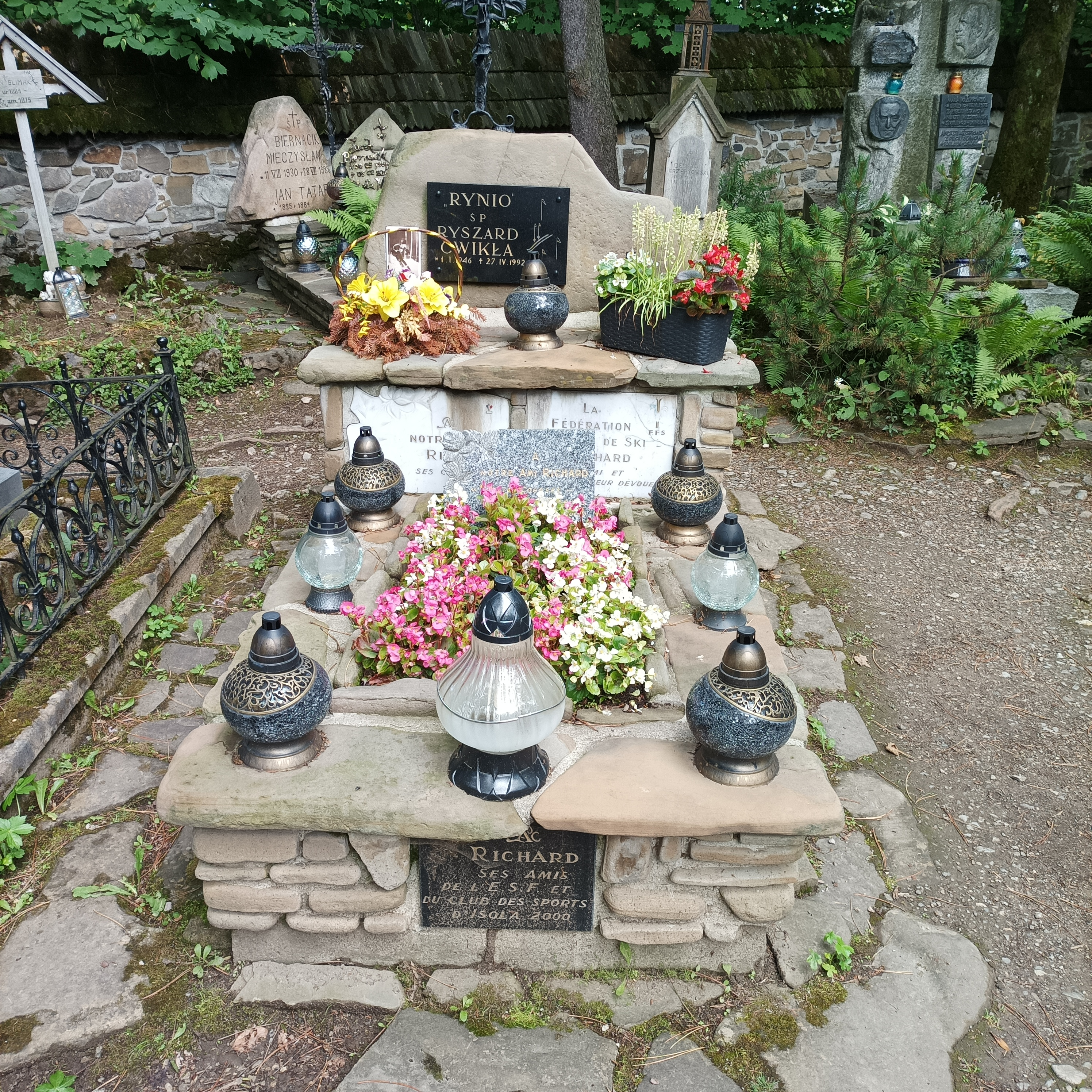
Grób Ryszarda Ćwikły na Cmentarzu Zasłużonych na Pęksowym Brzyzku

Ryszard Julian Ćwikła (ur. 1 stycznia 1946 w Zakopanem, zm. 27 kwietnia 1992 w Nicei) – polski narciarz-alpejczyk, trener narciarski.
Był czołowym polskim alpejczykiem lat 60. i 70. XX w. Startował w Igrzyskach Olimpijskich w Grenoble 1968 (21. miejsce w slalomie, 37. miejsce w slalomie gigancie i 48. miejsce w zjeździe) oraz w Mistrzostwach Świata w 1970 w Val Gardena (12. miejsce w kombinacji, 21. w slalomie, 36. w slalomie gigancie i 57. w zjeździe).
Zdobył mistrzostwo Polski w kombinacji alpejskiej w 1969. Dziewięć razy był wicemistrzem kraju.Po zakończeniu kariery zawodniczej pracował jako trener. Był asystentem trenera polskiej kadry narodowej, a następnie wyjechał do Francji, gdzie prowadził reprezentację mężczyzn w narciarstwie alpejskim tego kraju odnosząc z nią liczne sukcesy.
Po wyjeździe z kraju tuż przed samym stanem wojennym i skończeniu jednej z najbardziej znanych i prestiżowych szkół narciarskich na świecie (École Nationales de Ski w Chamonix) został pierwszym trenerem reprezentacji Francji w konkurencjach alpejskich (1983-1992). Po kolejnym etapie specjalistycznej edukacji we Francji (otrzymał tytuł la professeur de sci − profesora narciarstwa), był z najlepszymi olimpijczykami tego kraju na igrzyskach olimpijskich w Sarajewie (1984) i Calgary (1988). Odniósł tam wielki sukces: brązowy medal olimpijski w slalomie mężczyzn (1984) zdobył jego wychowanek Didier Bouvet (pierwszy medal olimpijski dla Francji w konkurencjach alpejskich od czasów Jeana-Claude'a Killyego).   
Ryszard Ćwikła był także m.in. trenerem kadry narodowej dziewcząt we Francji. Dzięki osiąganym sukcesom na igrzyskach olimpijskich, przedłużano mu kontrakt. Był u szczytu trenerskiej sławy. Nie zdążył powrócić do kraju. Zmarł we Francji (w klinice w Nicei) na chorobę nowotworową 27 kwietnia 1992. Pochowany jest na Pęksowym Brzyzku w Zakopanem (sektor P-II-64).